# 林陸朗
林 陸朗（はやし ろくろう、1925年8月12日 - 2017年2月17日）は、日本の歴史学者。國學院大學文学部名誉教授。文学博士。専門分野は日本古代史。

## 来歴
富山県富山市出身。1949年に國學院大學文学部史学科を卒業、同年助手。1965年から同専任講師、1966年から助教授、1969年から教授。同大学文学部長、大学院委員長、1991年国学院短期大学長を歴任。1996年定年退職、名誉教授。
1970年国学院大学にて「上代政治社会の研究」で文学博士。

## 著書
- 『光明皇后 (人物叢書)』（吉川弘文館、1961年）
- 『上代政治社会の研究』吉川弘文館, 1969
- 『長岡京の謎』新人物往来社, 1972
- 『史実平将門』新人物往来社, 1975
- 『古代末期の反乱 草賊と海賊』(教育社歴史新書. 日本史 1977.10
- 『桓武朝論 (古代史選書)』（雄山閣出版、1994年）
- 『長崎唐通事―大通事林道栄とその周辺』（吉川弘文館、2000年）
  - 『長崎唐通事―大通事林道栄とその周辺(長崎文献社名著復刻シリーズ)』（長崎文献社、増補版、2010年）
- 『奈良朝人物列伝―『続日本紀』薨卒伝の検討』 （思文閣出版、2010年）

### 共編著
- 『日本史の整理』桑田忠親 監修, 菊地武共著. 青也書店, 1955.8
- 『日本史史料の研究』編. 青也書店, 1959
- 『論集平将門研究』編集 現代思潮社, 1975
- 『平将門の乱』矢代和夫、森秀人、浜田泰三共著. 現代思潮社, 1975
- 『町田 歴史と文化財』編. 有隣堂, 1975
- 『日本史総合辞典』高橋正彦,村上直,鳥海靖共編. 東京書籍, 1991.11
- 『日本文学の伝統』小泉弘共編. 三弥井書店, 1993.3
- 『日本古代の国家と祭儀』鈴木靖民共編. 雄山閣出版, 1996.7

### 校訂
- 『将門記』 (新撰日本古典文庫 校註. 現代思潮社, 1975
- 伴信友『比古婆衣 増訂』編集・校訂 (古典文庫 現代思潮社, 1982-87
- 『完訳・注釈続日本紀』第1-4分冊 (古典文庫 校注訓訳. 現代思潮社, 1985-87
- 『江戸町方書上 旧幕府引継書 1-2 (浅草) 』小森隆吉,長谷川正次,寺田登,朝倉治彦共編. 新人物往来社, 1987
- 『江戸町方書上 旧幕府引継書 3 (下谷・谷中) 』上同. 新人物往来社, 1988.3

### 記念論文集
- 『日本古代の政治と制度』林陸朗先生還暦記念会 編. 続群書類従完成会, 1985.11
- 『近世国家の支配構造』林陸朗先生還暦記念会 編. 雄山閣出版, 1986.7